# Liste der Monuments historiques in Chantilly
Die Liste der Monuments historiques in Chantilly führt die Monuments historiques in der französischen Gemeinde Chantilly auf.

## Liste der Bauwerke
| Bezeichnung                                                                                          | Beschreibung                                     | Standort                            | Kennzeichnung | Schutzstatus | Datum | Bild           |
| --- | ------------------------------------------------ | ----------------------------------- | ------------- | ------------ | ----- | -------------- |
| Table du Roi                                                                                         |                                                  | (Lage)                              | PA00114582    | Inscrit      | 1970  | weitere Bilder |
| Pferderennbahn                                                                                       | Erbaut ab 1880                                   | (Lage)                              | PA00135574    | Inscrit      | 1995  | weitere Bilder |
| Kirche Notre-Dame de l'Assomption                                                                    |                                                  | (Lage)                              | PA00114579    | Classé       | 1965  | weitere Bilder |
| Haus La Faisanderie                                                                                  | Erbaut im 19. Jahrhundert                        | Rue de la Faisanderie Nr. 17 (Lage) | PA00114580    | Inscrit      | 1975  |                |
| Ehemaliges Hôtel Spoelberch de Lovenjoul                                                             | Erbaut in der ersten Hälfte des 18. Jahrhunderts | (Lage)                              | PA00114976    | Inscrit      | 1989  | weitere Bilder |
| Domäne und Schloss (auch auf dem Gebiet der Gemeinden Avilly-Saint-Léonard und Vineuil-Saint-Firmin) | Erbaut ab dem 16. Jahrhundert                    | (Lage)                              | PA00114578    | Classé       | 1988  | weitere Bilder |
| Pavillon de Manse                                                                                    | Erbaut im 17. Jahrhundert                        | (Lage)                              | PA00114581    | Classé       | 1989  | weitere Bilder |

## Liste der Objekte

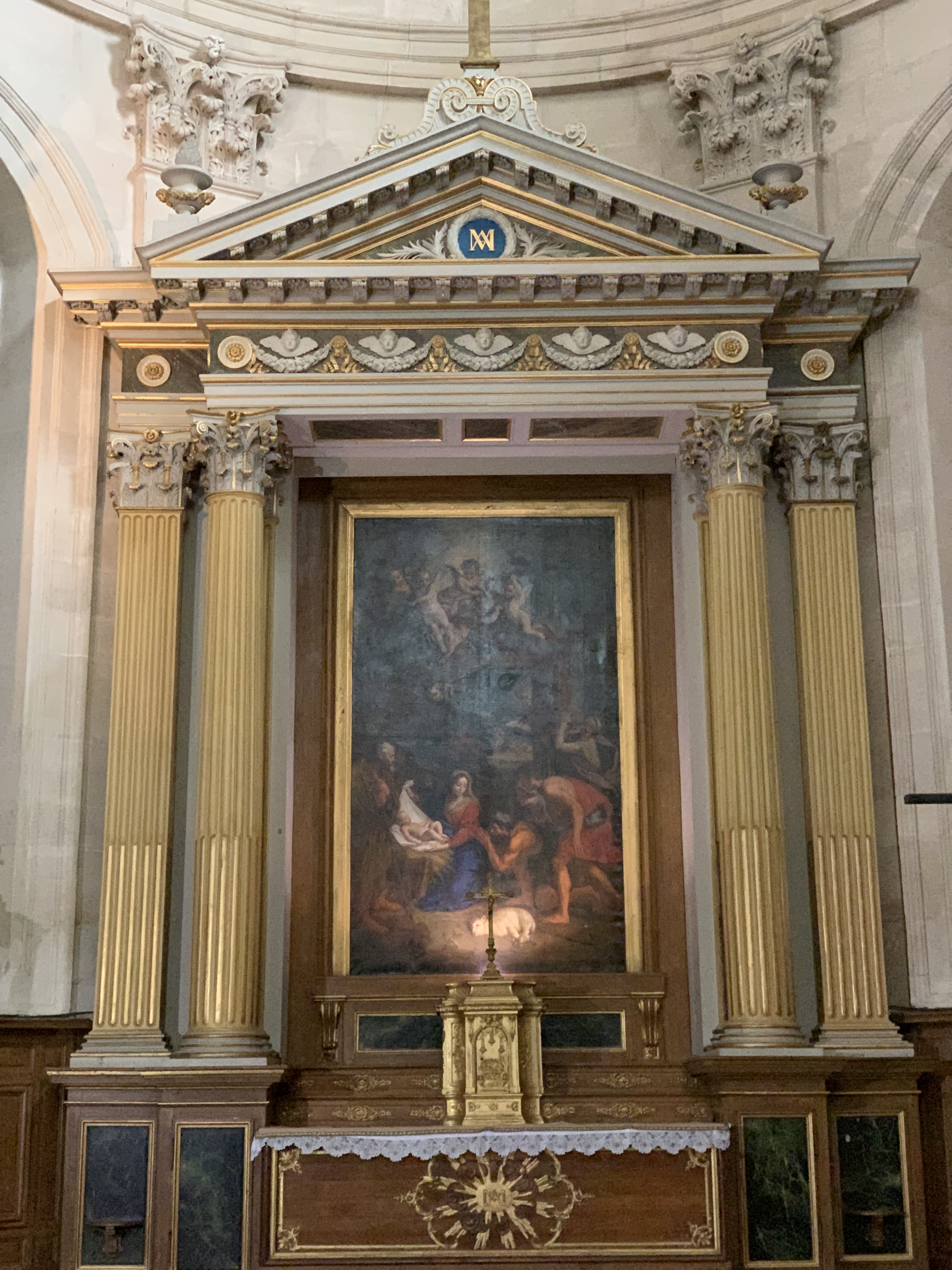
Hauptaltar in der Kirche Notre-Dame de l'Assomption mit einem Gemälde von Louis de Boullogne (17. Jahrhundert)

- Monuments historiques (Objekte) in Chantilly in der Base Palissy des französischen Kultusministeriums